# Като Йосіо
Йосіо Като (яп. 加藤 好男, нар. 1 серпня 1957, Префектура Сайтама) — японський футболіст, що грав на позиції воротаря.
Виступав за клуб «Фурукава Електрік», а також національну збірну Японії.

## Клубна кар'єра
У дорослому футболі дебютував 1980 року виступами за команду клубу «Фурукава Електрік», в якій провів дванадцять сезонів, взявши участь у 69 матчах чемпіонату. 
Завершив професійну ігрову кар'єру у тому ж клубі, який із створенням Джей-ліги у 1993 році отримав назву «ДЖЕФ Юнайтед».

## Виступи за збірну
1980 року дебютував в офіційних матчах у складі національної збірної Японії. Протягом кар'єри у національній команді, яка тривала усього 2 роки, провів у формі головної команди країни 8 матчів.
| Дата      | Місто        | Господарі | Результат | Гості   | Турнір            | Голи | Примітки |
| --------- | ------------ | --------- | --------- | ------- | ----------------- | ---- | -------- |
| 9-6-1980  | Гуанчжоу     | Гонконг   | 1 – 3     | Японія  | Турнір в Гуанчжоу | -1   |          |
| 11-6-1980 | Гуанчжоу     | КНР       | 1 – 0     | Японія  | Турнір в Гуанчжоу | -1   |          |
| 18-6-1980 | Гуанчжоу     | Японія    | 2 – 0     | Гонконг | Турнір в Гуанчжоу | -    |          |
| 8-2-1981  | Куантан      | Малайзія  | 1 – 0     | Японія  | товариський матч  | -1   |          |
| 10-2-1981 | Куала-Лумпур | Малайзія  | 1 – 1     | Японія  | товариський матч  | -1   |          |
| 17-2-1981 | Сінгапур     | Сінгапур  | 0 – 1     | Японія  | товариський матч  | -    |          |
| 19-2-1981 | Сінгапур     | Сінгапур  | 0 – 0     | Японія  | товариський матч  | -    | 46'      |
| 24-2-1981 | Джакарта     | Індонезія | 2 – 0     | Японія  | товариський матч  | -2   |          |
| Усього    |              | Матчів    | 8         |         | Голів             | -6   |          |